# Machuelo Arriba (Ponce)
Machuelo Arriba es un barrio ubicado en el municipio de Ponce en el estado libre asociado de Puerto Rico. En el Censo de 2010 tenía una población de 12412 habitantes y una densidad poblacional de 720,97 personas por km².

## Geografía
Machuelo Arriba se encuentra ubicado en las coordenadas 18°3′17″N 66°35′34″O / 18.05472, -66.59278. Según la Oficina del Censo de los Estados Unidos, Machuelo Arriba tiene una superficie total de 17.22 km², de la cual 16.93 km² corresponden a tierra firme y (1.65%) 0.28 km² es agua.

## Demografía
Según el censo de 2010, había 12412 personas residiendo en Machuelo Arriba. La densidad de población era de 720,97 hab./km². De los 12412 habitantes, Machuelo Arriba estaba compuesto por el 83.43% blancos, el 8.65% eran afroamericanos, el 0.48% eran amerindios, el 0.06% eran asiáticos, el 5.04% eran de otras razas y el 2.35% pertenecían a dos o más razas. Del total de la población el 99.34% eran hispanos o latinos de cualquier raza.